# Climategate

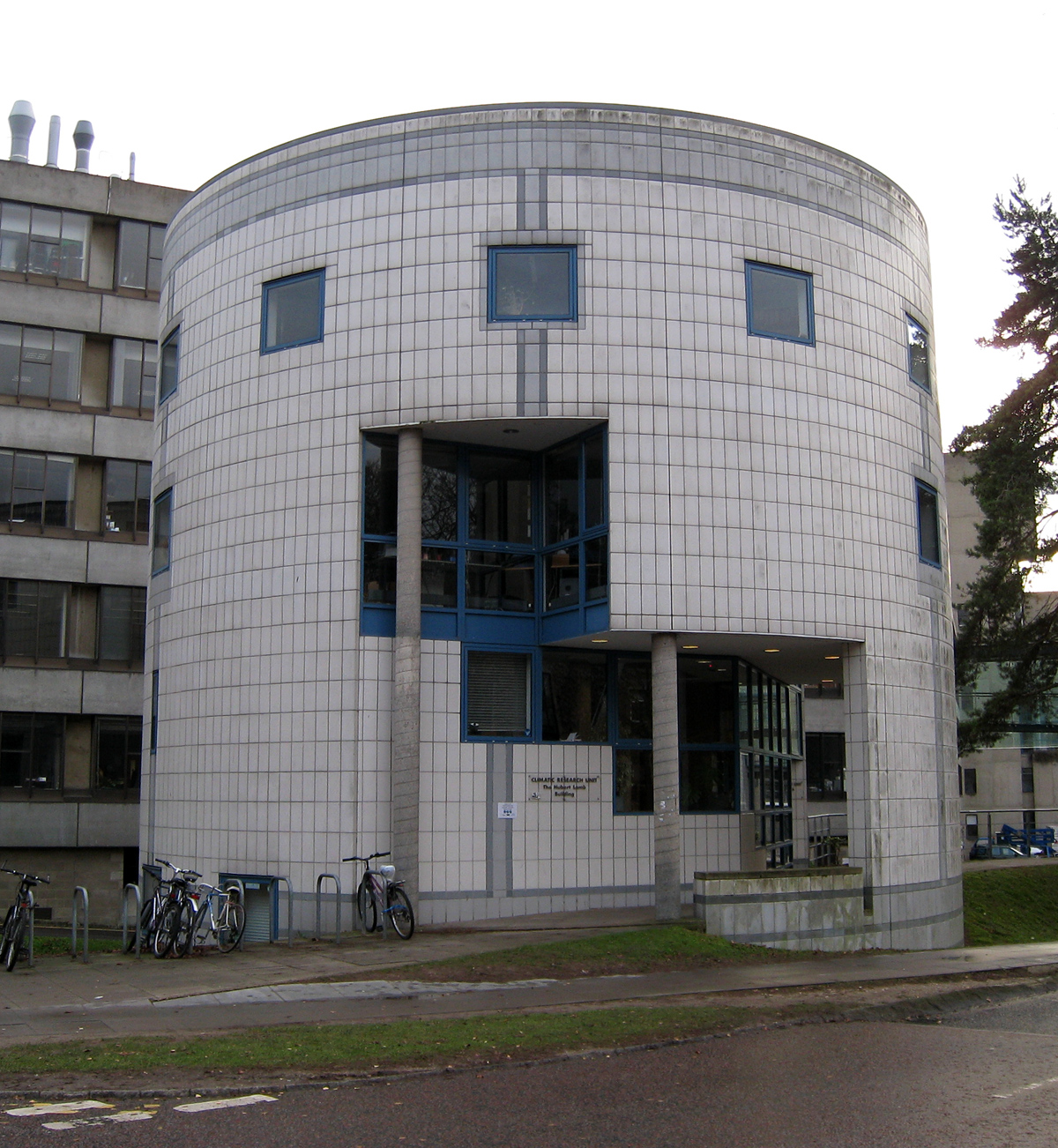
Sídlo Climate Research Unit (budova Huberta Lamba)

Termínem Climategate či spor o e-maily Climate Research Unit (CRU) bývá označována aféra, která začala v listopadu 2009 na oddělení pro výzkum klimatu (Climate Research Unit) na University of East Anglia. V tomto období proběhl kybernetický útok na server tohoto oddělení. Dle policejního vyšetřování šlo o velmi sofistikovaný a synchronizovaný útok, při kterém bylo použito maskování útoku, známé z kriminálního prostředí. Neznámí pachatelé stáhli data mailového serveru a získali tak tisíce e-mailů a dalších dokumentů CRU, které pocházely z let 1996–2009. E-maily klimatologů byly zveřejněny několik týdnů před celosvětovým summitem o klimatu v Kodani (7.-18. prosince 2009) na více veřejných serverech na Internetu. Některé zdroje se snažily tvrdit, že za útokem stojí Rusko, ale to nebylo věrohodně potvrzeno, policejní vyšetřování nenašlo pachatele. Hacker, který se v roce 2013 označil za autora útoků, rozeslal v roce 2013 s poslední várkou e-mailů prohlášení, kde říká, že jeho mateřštinou není angličtina a že není z USA ani Británie. Rovněž uvádí, že jednal sám na vlastní pěst. "Žádné spiknutí, žádní placení hackeři, žádné ropné firmy. Nenaplánovali to američtí republikáni."
Na zveřejnění e-mailů první zareagovali na svých blozích lidé, kteří nesouhlasí s vědeckým pohledem klimatologů na antropogenní příčiny klimatické změny. Název „Climategate“ poprvé uvedl ve svém článku sloupkař Delingpole. V blozích tvrdili, že e-maily potvrzují netransparentní utajování dat a obcházení zákona o právu na informace. Za hlavní skandál e-mailů tzv. klimaskeptici prohlásili pasáže odhalující pozadí vzniku tzv. hokejkového grafu. CRU tato obvinění odmítla s tím, že věty z e-mailů byly vytrženy z kontextu a ve skutečnosti pouze reflektovaly počestnou výměnu vědeckých myšlenek. K dalším odhalením patřily například postupy obsazování redakčních rad vědeckých časopisů lidmi se stejnými názory a omezením přístupu autorů nepodporujících teorie antropogenních vlivů na klima.[zdroj?]
Velká média zveřejnila tuto kauzu přesně v den zahájení mezinárodních jednání o opatřeních k zabránění dalšího oteplování v Kodani dne 7. prosince 2009. Údajný hacker s přezdívkou „Mr. FOIA“ rozeslal na tzv. „klimaskeptické“ weby, e-mail s vysvětlením načasování: „Říkal jsem si, buď to udělám já nebo nikdo, buď teď nebo nikdy… Do Kodaně měl přijet celý ten cirkus. Po něm by mohlo být už pozdě…. Nemůžeme vyhazovat biliony z okna a předstírat, že ty peníze nebudou někde jinde bolestně chybět… Miliony lidí trpí podvýživou, nemocemi, násilím, negramotností a nemohou si takový luxus dovolit. Cena za „ochranu klimatu“ a její kumulativní náklady jinak ublíží milionům lidí v příštích generacích.“ Navíc k tomu stanice Fox vytvořila a stejný den vysílala 17minutový rozhovor s „klimaskeptikem“ Bretem Baierem. S ohledem na načasování celé kampaně prohlásili vědci, političtí představitelé i mediální odborníci únik e-mailů za špinavou kampaň (smear campaign), jejímž cílem bylo ovlivnění celosvětové konference o klimatické změně v Kodani. V návaznosti na mediální kampaň vydalo několik amerických vědeckých asociací (AAAS, AMS a UCS) prohlášení, ve kterém prohlašují, že celá aféra Climategate nic nemění na vědeckých závěrech klimatologů. Týden po první publikaci názvu „Climategate“ našel vyhledávač Google na internetu již 9 miliónů výskytu tohoto slova.
Vědecké postupy autorů zcizených e-mailů vyšetřovalo 8 různých komisí, které shodně prohlásily, že důkazy o pochybení klimatologů nenašly. Zároveň uznaly, že vědci měli být otevřenější a neměli veřejnosti odpírat data. Novináři pak psali, že vyšetřování klimatology očistilo (exonerated). Vyšetřování britských úřadů (Information Commissioner's Office) došlo k závěru, že některých případech vědci porušili velmi přísný britský zákon o svobodném přístupu k informacím (FOIA, Freedom of Information Act). Kriminální hackerský útok vyšetřovala bez úspěchu policie v Norfolku. Kritici jako A. Montfort namítají, že komise důkazy nenašly, protože je ani nehledaly. Tyto komise dle tzv. „klimaskeptiků“ nebyly nezávislé a byly jmenovány právě těmi, kteří mají být vyšetřováni. UEA (kde sídlí CRU) vyšetřovaly dvě komise (Oxburghova, Muir Russelova), které byly zřízeny touto univerzitou.

## Průběh incidentu
Samotný incident začal „sofistikovaným a pečlivě řízeným“ útokem na server CRU, při kterém bylo zcizeno 160 MB dat včetně cca 1 000 e-mailů a 3 000 dalších dokumentů. UEA prohlásila, že server, ze kterého byla data zcizena, nebyl snadno přístupný a že nemohlo dojít k náhodnému úniku dat. Norfolkská policie později dodala, že útočníci používali metody z „podsvětí Internetu“ k zabránění pozdějšího vyšetřování krádeže. Krádež dat byla zjištěna 17. listopadu 2009, kdy došlo také k hackerskému útoku na webový server RealClimate, při kterém byla na tento web nahrána zcizená data. Ve stejném čase se na webu Climate Audit objevil krátký komentář Stephena McIntyre „Stal se zázrak“.
19. prosince 2009 byl archivní soubor, obsahující zcizená data nahrán na server v Tomsku, a poté byl zkopírován na více míst na Internetu. Na tzv. „klimaskeptický“ blog „The Air Vent“ byl z IP adresy v Saúdské Arábii napsán anonymní příspěvek, popisující materiály jako „náhodný výběr z korespondence, kódu a dokumentů“, dodávající, že klimatologie je „příliš důležitá, než aby byla držena pod pláštěm“. Následovalo hromadné sdílení zcizených dat na tzv. „klimaskeptických“ webech a jejich distribuce e-maily.
Vyšetřování kriminálního útoku na web CRU vedla Norfolkská policie ve spolupráci se specializovanou jednotkou pro e-kriminalitu Metropolitní policie, s jednotkou ICO (Information Commissioner's Office) a Národním týmem pro boj s extrémismem (NDET). Přes takovéto nasazení sil bylo dne 18. 7. 2012 uzavřeno s tím, že pachatel je neznámý. Zároveň policie došla k závěru, že na tomto kriminálním činu nemá podíl nikdo z University of East Anglia.
University of East Anglia si najali novináře z profesionální PR agentury Outside Organisation, aby jim pomohl bránit se mediálnímu útoku. Šlo o Neila Wallise přezdívaného Vlkodlak.

## Obsah dokumentů
Zcizená data ze serveru CRU obsahovala cca 1 000 e-mailů, 2 000 dokumentů a komentovaný zdrojový kód vztahující se k problematice výzkumu klimatické změny z období let 1996 až 2009. Nejnovější e-mail byl z 12. 11. 2009. Podle analýzy britského deníku The Guardian byly zcizeny prakticky výhradně e-maily, jejichž autorem nebo příjemcem byly (s výjimkou 66 e-mailů z celkového počtu 1 073) 4 vědci – Phil Jones, vedoucí CRU, Keith Briffa, klimatolog CRU specializovaný na analýzu letokruhů, Tim Osborn, pracující v CRU na klimatických modelech a Mike Hulme, ředitel Tyndall Centre for Climate Change Research. Osborn a Hulme jsou autoři vysoce ceněných vědeckých článků, které byly citovány ve zprávách IPCC.
Většina e-mailů obsahuje běžné technické a výzkumné aspekty vědecké práce, jako je analýza dat a detaily příprav na vědecké konference. Britský deník The Guardian ve své analýze předpokládá, že byl použit filtr, kterým byla v komunikaci těchto 4 vědců hledána slova „data“, „climate“, „paper“, „research“, „temperature“ a „model“. Aféra byla vytvořena z několika málo e-mailů, z nichž tzv. „klimaskeptické“ weby vytrhly útržky vybraných vět. Tyto vybrané věty z korespondence byly brzy vydány v „komentovaném“ vydání „výběru z korespondence“ jak v angličtině, tak i v češtině.
Tzv. „klimaskeptici“ našli ve zcizené e-mailové korespondenci čtyři základní oblasti údajných kontroverzí:

### Údajná pauza v oteplování, kterou klimatologové nedokáží vysvětlit
Toto tvrzení vychází z věty, ve které Kevin Trenberth napsal „Faktem je, že absenci oteplování nedokážeme vysvětlit a je to trapas“ se týkala diskuse o potřebách lepšího monitorování energetických toků způsobujících krátkodobé klimatické odchylky, byla kritiky interpretována jako názor na průběh teplot po roce 1998.

To, že oteplování pokračuje dále ukazují i nejnovější studie, které také potvrzují správnost klimatických modelů, pokud započteme působení jevů El Niňo a La Niňa a aktivity vulkánů.

### Údajné zkreslování teplotních grafů – tzv. Majkův trik
Asi nejkritizovanější větou ze zcizených e-mailů je ta, ve kterém Phil Jones píše, že použil v grafu pro WHO z roku 1999 „Majkův trik z časopisu Nature“ ke „skrytí poklesu“ v datech z historické rekonstrukce teplot z letokruhů v některých lokalitách v druhé polovině 20. století, kdy reálně naměřené přístrojové teploty ve skutečnosti stoupaly. Tentýž graf se skrytím poklesu byl posléze použit ve Třetí zprávě klimatického panelu jako potvrzení "hokejkového grafu" Michaela Manna".
V prvních okamžicích po propuknutí aféry někteří tzv. klimaskeptici mylně "skrytí poklesu" vztahovali k pauze v oteplování po roce 1998. Tato mylná interpretace byla i v známém humoristickém videoklipu "Hide the Decline".
Rozpor mezi lokálními daty z letokruhů a globálními daty z teploměrů – tzv. "problém divergence" – byl otevřeně diskutován ve vědecké literatuře už koncem 90. let. Vědci zatím neučinili jednoznačný závěr o příčinách. Konečné analýzy z různých dalších šetření došly k závěru, že v tomto kontextu byl výraz „trik“ normální vědecký resp. matematický žargon pro harmonizaci dat, který se používá ve statistice, pokud se spojuje dohromady dva či více datových souborů z různých zdrojů do jednoho souboru (grafu).
EPA uvádí, že vědecká komunita si byla plně vědoma „problému divergence“ a nijak ho neskrývala, ani neutajovala, naopak byl diskutován v prestižních časopisech. Také podle citací jednotlivých zmíněných vědeckých prací (kterých je pouze pro 5 výše zmíněných prací přes 650,) lze těžko mluvit o skrývání problému.

#### Interpretace zkreslování údajů o oteplování
Tyto dva kousky vět byly na počátky aféry interpretovány, většinou politiky a úplnými laiky, jako švindlování záznamů z fyzických měření teplot – např. americký senátor Jim Inhofe a bývalá guvernérka Aljašky Sarah Palinová – i když bylo v mailu přímo napsáno „kdy teploty byly na záznamu vysoké“.

#### Hodnocení tzv. Majkova triku
Od publikování Mannova „hokejkového grafu“ (1999) vznikla spousta nových rekonstrukcí teplot. Viz např. více než 25 různých studií. Čtvrtá hodnotící zpráva IPCC z roku 2007 uvádí 14 rekonstrukcí. Od té doby vzniklo 12 dalších rekonstrukcí, včetně Mann 2008.

Klimatologové ovšem údaje o teplotách v minulosti neurčují pouze z letokruhů, ale mnoha dalšími metodami. V roce 2014 již existuje více než 25 různých studií, které s použitím různých statistických metod a kombinací proxy dat potvrzují vědecký konsenzus na původním „hokejkovém grafu“ z roku 1998 s variacemi v tom, jak rovná byla „hůl“ teplot do začátku 20. století. Čtvrtá hodnotící zpráva IPCC z roku 2007 uvádí 14 rekonstrukcí, z toho 10 pokrývá 1 000 let či více, které ukazují, že teploty na konci 20. století byly na Severní polokouli nejvyšší za posledních 1 300 let. Od té doby vzniklo 12 dalších rekonstrukcí, včetně Mann 2008, které podporují tyto závěry. Studie týmu Michaela Manna z roku 2009, která zkoumala prostorové rozložení teplot během středověké teplé periody na základě proxy dat, konstatovala, že v některých oblastech teploty dosáhly, nebo i přesáhly současné teploty, ale globálně současných hodnot nedosahovaly. Největší teplotní maxima byly tehdy v oblasti Severního Atlantiku, Jižního Grónska, Euroasijských arktických oblastí a některých částí Severní Ameriky a tato maxima byla výrazně vyšší, než průměry teplot v těchto oblastech na konci 20. století (za období 1961–1990). V některých oblastech, jako je centrální Eurasie, severozápadní část Severní Ameriky a (s menší jistotou) také v oblastech Jižního Atlantiku došlo naopak k anomálnímu ochlazení.

### Údajné utajování dat
V této oblasti konstatovaly i některé vyšetřovací komise, že vědci částečně pochybili. Jejich chyby úzce souvisely s tím, že Zákon o svobodném přístupu k informacím byl relativně nový a jasné stanovisko k tomu, jak se má tento zákon interpretovat ve vědeckém prostředí vydal Úřad komisaře pro informace ve věci až právě na základě této aféry a dal vědcům v mnohém za pravdu, když popsal výjimky, které mají chránit výzkum včetně interní výměny názorů mezi akademiky a výzkumníky, s tím že formulace názorů na vědecké otázky není předmětem externí kontroly. Další desinterpretace tohoto údajného utajování dat na mnohých blozích je, že se jednalo o zločin, za který měli být vědci propuštěni, ve skutečnosti se ovšem jednalo o pouhý přestupek proti zákonu FOIA s promlčecí dobou jeden rok – nikdo nebyl potrestán.
Díky této aféře došlo k jistému zprůhlednění nejen klimatologie, ale vědy vůbec – začal se stále více prosazovat otevřený přístup k datům, používaný ve vědeckých pracích. Pro klimatology znamenala tato aféra ztrátu důvěry veřejnosti.
Do utajování a kličkování vědci často investovali velké úsilí. Například britský občan David Holland využil zákona o právu na informace a chtěl vědět, jak si počínal recenzent Mitchell, když v IPCC posuzoval hokejkový graf. Meteorologický ústav Met Off ale projevil neobyčejnou vynalézavost, když hledal právnické kličky, jen aby nemusel dokumenty Hollandovi vydat. Met Off nejprve Holandovi tvrdila, že všechny Mitchellovy záznamy byly „smazány”. Pak přišli s novou výmluvou. Že sice záznamy existují, ale nelze je zveřejnit, protože Mitchell v IPCC pracoval jako soukromá osoba a ne jako zaměstnanec Met Off. Jenže pak se ukázalo, že Met Off Mitchella za práci v IPCC platila a proplácela mu cestovné. Čili tam byl služebně.

#### Letokruhy z poloostrova Jamal
V září 2009 se Stephen McIntyre po devíti letech průtahů dostal k podkladům, na nichž byl založen článek Keitha Briffy (CRU) z roku 2000. Šlo o údaje o letokruzích z poloostrova Jamal na Sibiři. McIntyre následně Briffu obvinil z nevědeckého chování, protože ignoroval většinu stromů, které nevykazovaly oteplení. Místo toho založil svůj graf na jediném „teplém“ stromu č. YAD061. Briff později vysvětloval správnost svých vědeckých závěrů na svém blogu. Objevily se spekulace, že krádež dat souvisela právě se stromy z poloostrova Jamal a že tomu pomohl „někdo zevnitř, ale to vyloučilo vyšetřování policie. Když se novinář Fred Pearce ptal Phila Jonese, proč myslí, že došlo k hackerskému útoku, Jones odpověděl: „Myslím, že jde o Jamal.“ Veškerá data, kromě klimatických dat z Polska, které to vysloveně zakázalo, zveřejnila CRU 27. července 2011.

### Údajné potlačování kritiky ve vědeckých publikacích
Maily se týkají vědeckého časopisu Climate Research. Jako reakce na studii (Mann et al. 1999) vyšel v časopise Climate Research článek autorů Soon a Baliunas, který zjištění studie popíral a ukazoval, že středověké teploty byly vyšší, než teploty na konci 20. století. Tento článek byl použit ve vystoupeních v americkém Senátu proti ratifikaci Kjótského protokolu. Po vyjití článku vznikla diskuse o kvalitě článku, který měl podle některých základní metodologické chyby. Diskuse skončila tím, že hlavní editoři časopisu uznali, že recenzní proces časopisu selhal, a vzdali se svých funkcí.

## Reakce

### Politické reakce
- Bývalý republikánský předseda vědeckého výboru Kongresu Sherwood Boehlert nazývá útoky „jako uměle vyrobený rozruch“ a aféru popisuje jako „vysoce řízenou“ a pobízenou deníky Newsweek a New York Times. Podiv nad rychlostí, kterou byli vědci v médiích obviněni a tím, jak malou pozornost později média věnovala jejich očištění odbornými komisemi vyjádřili novináři i političtí experti. Historik Spencer R. Weart z American Institute of Physics řekl, že incident byl bezprecedentní v dějinách vědy — „nikdy předtím neviděl, že by několik lidí obvinilo celou vědeckou komunitu z úmyslného klamání a dalších profesionálních selhání“.[93]
- Někteří politici volali po okamžitém vyšetření zcizené e-mailové korespondence a zprvu ji považovali za „bezprecedentní zpochybnění britské vědy“, zatímco jiní požadovali především vyšetření způsobu zcizení dat a toho, kdo stojí za selektivním a tendenčním zveřejňováním této korespondence.[94]
- Národní akademie věd USA vyjádřila obavy a odsoudila „politické útoky na vědce a klimatology především“.[95]
- Ve Sněmovně reprezentantů USA proběhla na téma Climategate diskuse 2. 12. 2009.[96]

### Ostatní reakce
- Tzv. „klimaskeptici“ ve dnech vypuknutí aféry obsadili velký prostor v blozích a on-line zpravodajstvích,[59] s obviněními, že zcizené e-maily ukazují jasně, že klimatologové manipulují s daty.[39] Několik komentátorů, jako např. Roger A. Pielke[97] psalo, že e-maily dokazují potlačování nesouhlasných vědeckých prací.[98] The Wall Street Journal psal o tom, že e-maily ukazují na to, že se vědci snaží v rámci IPCC o prosazování vlastních názorů a vyloučení jiných.[99]

- Úvodník časopisu Nature uvedl, že „při nestranném čtení celých e-mailů nic nepotvrzuje konspirační teorie tzv. ‚klimaskeptiků‘“. Také říká, že e-maily ukázaly, že výzkumníci byli obtěžováni velkým množství žádostí na základě Zákona o svobodném přístupu k informacím, kde byla CRU v obtížné situace s ohledem na omezení, která byla dána zároveň vládou ohledně meteorologických dat. Nature napsal, že v e-mailech nebylo nic, co by podkopávalo vědecký názor na antropogenní příčiny globálního oteplování, ani žádné podstatné důvody k nedůvěře ve vědecké práce dotčených výzkumníků.[100] Podobně se vyjádřil také Telegraph[101] a AP.[102]
- V úvodníku „Atmosféra strachu“[103] uvedl Nature: „Vědci si musí přiznat, že jsou v situaci pouliční války… Většina vědců je v tomto boji zcela zaskočena, protože ten boj se týká vědy jen okrajově… Na slušnost, fakta a vědu se v tomto boji nehledí… Paradoxně veřejnost přestává věřit v klimatickou vědu ve chvíli, kdy naše porozumění změnám klimatu je silnější než kdykoli předtím.“

- Klimatologové z CRU a jinde obdrželi po vypuknutí aféry četné výhrůžné a zastrašující e-maily.[104][105] Phil Jones vypovídal na Norfolkské policii ve věci e-mailů, ve kterých mu bylo vyhrožováno smrtí;[106] Jones později řekl, že mu policie řekla: E-maily „nesplňovaly kritéria pro vyhrožováno smrtí“.[107] Výhrůžky smrtí oběma vědcům vyšetřoval také americký Federální úřad pro vyšetřování (FBI).[104] Výhrůžné e-maily dostali také klimatologové v Austrálii, včetně toho, že v e-mailech byly adresy jejich bydlišť a upozornění, aby si „dávali pozor na reakce některých lidí na jejich vědecké poznatky“.[108] V červenci 2012 prohlásil Michael Mann, že kvůli aféře „musel vytrpět nespočet verbálních útoků na jeho profesní pověst, jeho poctivost, jeho integritu, dokonce i na jeho život a svobodu.“[109]

- Podle Myrona Ebela, ředitele Global Warming and International Environmental Policy „klimaskeptického“ think tanku Competitive Enterprise Institute, jde Nature v linii mediální strategie, kterou vytyčili Paul Ehrlich a Stephen Schneider: označit kritiku klimatologů za novodobý mccarthismus a klimatology za nevinné oběti.[110]

- Podle tzv. „klimaskeptiků“ e-maily dokazují, že vědci, kteří v lidmi zaviněnou klimatickou katastrofu nevěří, jsou pronásledováni jako kacíři. Je snaha jim znemožnit publikování, jsou diskriminováni v přístupu k datům, nejsou připuštěni k vyšetřování atd.[111]

- George Monbiot prohlásil: Nemá smysl předstírat, že ta aféra není velká rána…. Jsem přesvědčen, že jsou pravé a jsem jimi otřesen… Avšak mají pravdu klimaskeptici, že je to „poslední hřebík“ do rakve teorie globálního oteplování? Vůbec ne. E-maily poškozují kredit tří nebo čtyř vědců. Zpochybňují jen jeden či snad dva ze stovek důkazů.[112]

- Veřejné mínění se několik měsíců po vypuknutí aféry výrazně odklonilo od důvěry ve vědecké závěry klimatologů – např. ve Velké Británii pokleslo přesvědčení obyvatel o antropogenních příčinách klimatické změny z 44 % na 31 %[113] a obdobně také v USA.[114] Už jen pouhé využití přípony „-gate“, kterou lidé spojují s velkým politickým skandálem „Watergate“, pomohlo vzbudit velký odpor proti klimatologům.[115]

- Při následujícím výzkumu blogů a článků publikovaných v médiích se ukázal a, že většina blogů pochází z pravé části politického spektra, často s religiózní orientací a že často stejné blogy, které popírají antropogenní příčiny klimatické změny, popírají také evoluční teorii. Velmi často se blogeři snažili vyvolat dojem, že věda je nový druh náboženství, nebo ideologie (např. označováním věda = „kult“, vědecké teorie = “dogma“, „mýtus“, „bible“, „evangelium“, vědecká shoda = „pravoslaví“, „kolektivismus“, vědci = „Mesiášové“, „apoštolové“, „guruové“, „věřící“ atd.).[116]

- Spisovatel Michael Crichton označil environmentalismus za náboženství: „Když jsem na vysoké škole studoval antropologii, učili nás, že jisté společenské struktury se objevují znovu a znovu. Nelze je vykořenit. Jednou z nich je náboženství… Dnes je jedním z nejvlivnějších náboženství západního světa environmentalismus. Je to náboženství preferované městskými ateisty… Proč říkám, že je to náboženství? Když se na něj podíváte, je to dokonalé přepsání tradičních judeo-křesťanských mýtů do jazyka 21. století… Prý tu byl prvotní Ráj, kdy jsme žili v souladu s přírodou. Pak jsme ale pojedli ze stromu poznání a ráj jsme zničili znečištěním. Blíží se ale soudný den, kdy za své hříchy budeme pykat. Všichni jsme energetičtí hříšníci, ledaže budeme hledat spásu v podobě trvalé udržitelnosti.“[117]
- Sérii článků hodnotících politizaci únik emailů CRU vydal také portál whistleblower.org [118]

## Vyšetřování
Vědecké postupy autorů zcizených e-mailů vyšetřovalo 8 různých komisí, které postupně prohlásily, že důkazy o vážnějším pochybení klimatologů nenašly. Nicméně, vyšetřovací zprávy vyzvaly vědce, aby v budoucnu udělali vše, aby zabránili obdobným skandálům v budoucnosti a udělali vše pro to, aby znovu získali důvěru veřejnosti. Říkaly, že je třeba vynaložit „více úsilí, než kdy jindy, aby zpřístupnili všechny jejich podpůrné údaje – včetně počítačových programů, které používají – tak, aby jejich výsledky mohly být řádně ověřeny“.

### Výbor pro vědu a technologie Dolní komory parlamentu (Velká Británie)
Zahájení vyšetřování bylo oznámeno 22. 1. 2010 s tím, že integrita vědecké práce bude posouzena jednak na základě kontroly nezávislého auditu vedeného na UEA, a srovnáním s nezávislými mezinárodními klimatickými daty. Výbor vyzval zúčastněné strany, aby daly písemná podání – do 10. února jich obdržel 55. Ústní projednání proběhlo 1. 3. 2010. 31. 3. 2010 vydal výbor prohlášení, že „vědeckou reputaci prof. Jonese a CRU považuje za nedotknutou“. Poslanci neviděli žádné známky toho, že by bylo manipulováno s daty, či byl ovlivňování recenzní proces.
Výbor kritizoval „kulturu nezveřejnění v CRU“ a obecně nedostatek transparentnosti v klimatických vědách, kde ve vědeckých pracích obvykle nejsou zahrnuta všechna data a kód používaný při rekonstrukcích. Což ovšem nemění nic na tom, že data z CRU byla věrohodná: výsledky z CRU souhlasí s těmi, které lze vyvodit z jiných mezinárodních datových souborů. Zpráva dále uvádí, že „si vědci mohli ušetřit mnoho problémů, pokud by iniciativně zveřejňovali všechna svá data“.
Výbor ve svém prohlášení zároveň uvedl, že jeho zpráva vznikla po jediném dni ústních slyšení a že jeho závěry nemohou jít do takové hloubky, jako ostatní vyšetřování.

### Panel pro hodnocení vědy (Velká Británie)
Vyšetřovací komisi vedl prof. Ron Oxburgh. Zpráva nezávislého Panelu pro hodnocení vědy byla zveřejněna dne 11. 4. 2010 a uvedla, že panel neviděl „žádný důkaz o jakýchkoliv úmyslných vědeckých pochybeních v aktivitách CRU“. Bylo zjištěno, že vědecká práce v CRU je „prováděna s integritou“ a používají „spravedlivé a uspokojivé“ metody práce. Bylo zjištěno, že CRU „pracuje s daty a výsledky objektivně a nezaujatě a nebyl nalezen žádný náznak přizpůsobení výsledků.“ Místo toho „jejich jediným cílem bylo vytvořit co nejrobustnější záznam teplot z posledních století.“
Zpráva zároveň konstatuje, že je překvapující, že práce, které jsou silně závislé na výsledcích statistických zpracování, nebyly prováděny ve spolupráci s profesionálními statistiky. Ačkoliv nebylo v práci CRU nalezeno nesprávné využití statistických metod, je možné, že ne vždy byly využity ty nejlepší, které byly k dispozici. Zpráva konstatuje, že by CRU měla zlepšit metody dokumentace a archivování dat. Též konstatuje, že CRU nebyla připravena na takové tlaky zvnějšku, ke kterým došlo ze strany tzv. „klimaskeptiků“ a že procedury v této malé vědecké skupině byly založeny, jak to často bývá, většinou na neformálním základě. Komise také konstatovala nesoulad mezi vládní politikou ochrany dat a zněním Zákona o svobodném přístupu k informacím.

#### Kritika
- University of East Anglia zřídila dvě komise pro interní vyšetření. Jedné komisi velel lord Oxburgh, druhé sir Muir Russel. Podle novináře A. Orlowského je ale University of East Anglia sama za aféru zodpovědná, a tedy je v konfliktu zájmů, když vyšetřuje sama sebe. Ani podle něj není Ron Oxburgh nestranný, protože je ředitelem organizace GLOBE. Navíc byl president Carbon Capture and Storage Association a předseda Falck Renewables, která podniká ve větrné energetice. (Global Legislators Organisation for a Balanced Environment).[128]
- Phil Willis (šéf britské parlamentní komise) byl Oxburghovou zprávou překvapen: „Upřímně řečeno, myslel jsem, že mě šálí zrak… Nejdříve nám slíbili, že budou vyšetřovat cosi a přitom se pak zaměřili na něco jiného.“ Oxburghova komise totiž měla v názvu „Science Appraisal“ (Hodnocení vědy), ale žádnou kontrolu správnosti dat neprovedla.[129]

### Pennsylvania State University (USA)
Státní univerzita v Pensylvánii (PSU) oznámila v prosinci 2009, že provede kontrolu vědecké práce svého zaměstnance Michaela Manna, konkrétně těch aspektů, které nebyly kontrolovány předchozím vyšetřováním Národní rady pro vědu a Národní akademií věd, které konstatovaly určité chyby v metodologii jeho práce, ale celkově vyslovily souhlas s jeho výsledky. Ve své zprávě z 3. 2. 2010 komise konstatovala, že nenašla žádné známky toho, že by dr. Mann upravoval či falzifikoval data, mazal e-maily, informace či data, která se vztahují ke spolupráci s IPCC, či že by zneužíval vyhrazené či tajné informace. Doslovně konstatovala, že souhlasí s předešlým zjištěním komise Národní akademie věd, že „vědecká práce dr. Manna odpovídá požadavkům na správnou vědeckou praxi“, ale pro ověření těchto zjištění komise navrhla další vyšetřování komisí složenou z pěti prominentních vědců PSU z jiných vědních disciplín.
Druhá vyšetřující komise podala zprávu dne 4. 6. 2010. Konstatovala, že „dr. Michael E. Mann neprováděl, ani se neúčastnil, přímo či nepřímo, jakékoliv akce, které se vážně odchylují od uznávaných postupů v rámci akademické obce“. Konstatovala, že „dr. Mann patří mezi nejuznávanější vědce ve svém oboru. Takový úspěch by nebyl možný, kdyby nebyly splněny nebo překročeny nejvyšší standardy jeho povolání, pro navrhování výzkumu.“ Dr. Mann je velmi uznáván v rámci výzkumné komunity a „jeho vědecké práce, zejména metody jeho výzkumu, jsou od počátku jeho kariéry hodnoceny jako vynikající širokým spektrem vědců“. Komise prominentních vědců se jednomyslně shodla, že „neexistuje jakýkoliv důvod“, aby byl dr. Mann obviněn.
Na závěr vyšetřování konstatoval dr. Mann, že je rád, že nevymazal žádné e-maily podle návrhů, které mu psal dr. Jones a že doufá, že ani on je nakonec nesmazal.

#### Kritika
- Marc Morano, šéfredaktor z Climatedepot, závěry vyšetřování komentoval: „Žádný div, že Mannova vlastní universita ho chrání a zúžila záběr zkoumání tak, aby nemohla nic zlého objevit. Že jako důkaz kvality Mannovy práce uvádějí jeho úspěchy při získávání dotací, jasně ukazuje, že pro universitu je Mann především dojná kráva. Než ho zavřeli za podvody, Bernie Madoff byl také velmi úspěšný v získávání financí.“[138]

- Tzv. „klimaskeptici“ zpochybňují objektivitu vyšetřování, protože rektor PSU byl posléze vyhozen za to, že nezajistil ani správné vyšetření aféry s pedofilií. Mark Steyn z National Review komentoval: „Pokud je nějaká instituce ochotná krýt sériové znásilňování dětí, nejspíše je ochotná krýt cokoliv… Vyšetřování prováděné tak hluboce mravně zkorumpovaným úřadem je špatný vtip.“[139][140][141]

- Dle tzv. „klimaskeptiků“ se vyšetřování omezilo jen na dvouhodinový rozhovor Manna s jeho kolegy. Zeptali se Manna, jestli něco provedl, on řekl, že ne a tím pátrání skončilo. Jediný vyslechnutý tzv. „klimaskeptik“ byl klimatolog Richard Lindzen. Ten na oznámení, že výbor už shledal Manna nevinným ve 3 ze 4 obvinění, reagoval: „Cože? To si snad děláte srandu. Vždyť ty věci jsou přece v těch e-mailech napsány černé na bílém. Co se to tady u všech všudy děje?“[142]

### Nezávislá recenze e-mailů o klimatické změně (Velká Británie)
UEA ustavila nezávislou komisi na vyhodnocení e-mailů o klimatické změně v prosinci 2009, závěrečnou zprávu tato komise publikovala v červenci 2010. Konstatovala, že se vědci nedopustili žádné manipulace s daty, že o čestnosti vědců z CRU nelze pochybovat a že vědci nijak neovlivňovali recenzní procedury k umlčení kritiky a že klíčová data, potřebná k reprodukci jejich objevů byla volně dostupná každému „kompetentnímu“ vědci.
Panel pokáral vědce za jejich odpor k poskytování počítačových souborů a shledal, že graf vytvořený v roce 1999 byl „zavádějící“, i když ne záměrně, protože nezbytná upozornění byla zahrnuta v doprovodném textu.
Jako výsledek vyšetřování byl dr. Jones znovu jmenován na nově vytvořené místo ředitele výzkumu.

### Agentura pro ochranu životního prostředí USA
Agentura pro ochranu životního prostředí USA (EPA) obdržela žádosti, aby přehodnotila své rozhodnutí o regulaci CO2 (tzv. Endangerment Finding) vzhledem k novým odhalením z aféry Climategate. Přehodnocení žádaly petice od států Virginie a Texas, Obchodní komory USA, Úřadu pro hospodářskou soutěž a uhelné společnosti Peabody Energy.
EPA petice odmítla, protože podle jejího názoru nepřinesly nové argumenty. Prý jen vytrhávají citace e-mailů z kontextu, selektivně „vyzobávají třešničky“ a argumenty v peticích jsou prý mylné, dávno vyvrácené a vycházejí z nepochopení vědy. EPA vydala detailní rozbory problémů, obsažených v jednotlivých peticích a své odpovědi spolu s přehlednou zprávou a s webovou stránkou „Mýty versus fakta“. EPA pečlivě prošla všechnu zcizenou e-mailovou korespondenci a tvrdí, že nenašla žádné náznaky manipulace s daty či špatné interpretace výsledků. V prohlášení vydaném 29. 7. 2010 prohlásila ředitelka EPA Lisa P. Jackson, že petice byly založeny na „selektivně editovaných, ze souvislosti vytržených, datech a na uměle vyvolaném sporu“ a konstatovala, že „není důvod nic měnit na stanovisku EPA, že skleníkové plyny narůstají a tvoří hrozbu pro naše zdraví a blahobyt.“

#### Kritika
Vznést námitky proti Endangerment Finding včas nebylo možné, protože EPA tehdy nezveřejnila vědeckou analýzu, na jejímž základě své rozhodnutí přijala. Tuto analýzu psalo jen 12 vědců, analýza neprošla recenzním řízením, pouze bez kontroly převzali data od jiné organizace (IPCC). Za tento neprůhledný postup byla EPA v roce 2011 kritizována vlastním generálním inspektorem. Posudek EPA, který odmítl petice, má podle kritiků stejné nedostatky, které EPA vyčítá peticím. Vyzobávání třešinek, subjektivní vytrhování z kontextu, překrucování faktů.

### Generální inspektor Obchodní komory USA
Senátor Jim Inhofe požádal generálního inspektora Obchodní komory USA o provedení nezávislé kontroly jak Národní úřad pro oceán a atmosféru (NOAA) naložil s e-maily a zda e-maily ukazují nějaké nepravosti. Zpráva, vydaná 18. února 2011 vědce očistila a konstatovala, že „NOAA nijak nesprávně nemanipulovala s daty, ani nijak nezasahovala do recenzních procesů“. Konstatovala, že NOAA provedla kontrolu svých klimatických dat, nikoliv v důsledku aféry, ale jako součást standardní kontrolní procedury. Bylo konstatováno, že co se týče Zákona o svobodném přístupu k informacím, tak v případě dat, která patřila IPCC, nebyl porušen tento zákon.

### Národní nadace pro vědu USA
Úřad Generálního inspektora (OIG) Národní nadace pro vědu uzavřel vyšetřování 15. 8. 2011 s konstatováním, že prof. Michael Mann z Pensylvánské státní univerzity se nedopustil vědeckého pochybení a potvrdil tak výsledky předešlých vyšetřování, především Pensylvánské univerzity. Konstatoval, že „postrádá jakýkoliv náznak toho, že by se prof. Mann dopustil porušení směrnic Národní vědecké nadace o nepatřičných postupech ve vědě a proto vyšetřování končí bez dalších opatření“.

#### Kritika
Inspektor nezkoumal Hokejkový graf z roku 1998, protože ten vznikl dříve než Mann dostal granty od National Science Foundation. Inspektor prověřoval, zda vnitřní vyšetřování Penn State proběhlo řádně. Z novin víme, že inspektor vyslechl klimaskeptiky jako McIntyre, které původní vyšetřování nevyslechlo. Ale ve výsledné kratičké zprávě (5 stran) není uvedeno, s kým inspektor mluvil, o čem mluvili ani zda nějaké argumenty klimaskeptiků prověřili. Není tedy jasno, jestli vyšetřování skutečně proběhlo.

### Vyšetřování Inter Academy Council
Generální tajemník OSN požádal, aby série chyb klimatického panelu OSN (aféry Glaciergate, Africagate, Amazongate atd.) byla vyšetřena. Vyšetřování bylo svěřeno do rukou Meziakademické rady (InterAcademyCouncil). Šéfem komise IAC (InterAcademy Council) jmenovali fyzika Roberta Dijkgraafa. Komise pouze posuzovala pracovní procedury IPCC a navrhla jejich reformu.

#### Kritika
Jedna komise OSN (IAC, InterAcademy Council) vyšetřovala jinou komisi OSN (IPCC). Podle novináře Jamese Delingpoleho je střetem zájmu to, že vyšetřovací komisi financuje sám obviněný, totiž OSN, která je zakladatelem IPCC i IAC. Komise IAC nikoho nepotrestala. Navržené reformy jako zákaz užívání kontroverzní šedé literatury, byly v IPCC stejně ignorovány.

## Rozhodnutí Úřadu komisaře pro informace ve věci Svobodného přístupu k informacím (Velká Británie)
CRU je podle zákona o poskytování informací (Freedom of information Act, FOIA) povinna zveřejnit data a důkazy, na kterých stojí jejich grafy. Protože jsou financováni z peněz daňových poplatníků. Ve dvou případech vydal Úřad komisaře pro informace (ICO) rozhodnutí o odmítnutých žádostech na základě zákona o Svobodném přístupu k informacím (FOIA).
David Holland, elektroinženýr z Northamptonu požádal Univerzitu ve východní Anglii na základě FOIA v roce 2008 o veškerou e-mailovou korespondenci Keitha Briffa, která se týká přípravy 4. hodnotící zprávy IPCC. 23. listopadu 2009, po začátku aféry, napsal stížnost komisaři ICO, přímo s požadavkem na vyšetření okolností, kde Phil Jones žádá další o smazání mailů, které se týkají diskuse při přípravě AR4 s dr. Briffou. Ve zprávě komisaře bylo konstatováno, že mohlo dojít k přestupku ze strany univerzity, ale s ohledem na promlčecí dobu přestupek řešit nebude.
CRU tvořila svůj datový model CRUTEM na základě dat z pozemních měření teplot, které prováděly národní meteorologické organizace z celého světa. Tato data získala na základě formálních či neformálních důvěrných dohod, které povolovaly pouze omezené použití zdrojových dat po akademické účely a nedovolovaly jejich předání třetí osobě. Přesto cca 95 % dat klimatických dat bylo volně k dispozici již několik let před červencem 2009, kdy začaly na CRU chodit nesčetné žádosti o zdrojová data a o texty důvěrných smluv od tzv. klimaskeptika Stephena McIntyre a od čtenářů tzv. „klimaskeptického“ blogu Climate Audit. Phill Jones z CRU oznámil, že byla zaslána žádost na všechny národní meteorologické organizace o povolení zveřejnění jejich dat spolu s daty britského Met Office. McIntyre namítal, že data, která jsou jemu odpírána, byla ale zaslána Peterovi Websterovi na Georgia Institute of Technologii pro přípravu společné publikace a že o stejná data požádal na základě FOIA také Jonathan A. Jones z Oxfordské univerzity a Don Keiller z Anglia Ruskin University a že obě tyto žádosti byly 11. 9. 2011 odmítnuty. Ačkoliv některé národní meteorologické organizace daly souhlas se zveřejněním dat, další na žádost vůbec neodpověděly a Polsko a Trinidad a Tobago žádost výslovně odmítly.
V diskusi s ICO univerzita namítala, že data byla veřejně dostupná z národních meteorologických organizací a že neměla souhlas se zveřejněním zbylých dat. V rozhodnutí z 23. 6. 2011 ICO uvedla, že zahraniční data nebyla snadno přístupná a že UEA musí zveřejnit data, která spadají pod FOIA. 27. července 2011 oznámila CRU, že všechna zdrojová data, která doposud nebyla volně přístupná, byla zpřístupněna a jsou volně ke stažení s výjimkou dat z Polska, která pod FOIA legislativu nespadají. Univerzita konstatovala, že zveřejněním materiálů ze zdroje, který k tomu výslovně odmítnul dát souhlas, by mohlo mít negativní důsledky pro mezinárodní vědeckou spolupráci Velké Británie.
V září 2011 vydala ICO nové směrnice pro univerzity, které vzaly v úvahu záležitosti, které vyšly najevo s touto kauzou. Popsala výjimky, které mají chránit výzkum včetně interní výměny názorů mezi akademiky a výzkumníky, s tím že formulace názorů na vědecké otázky není předmětem externí kontroly. Konstatuje přínosy aktivního zpřístupňování informací, pokud je to ve veřejném zájmu a zveřejňování informací ze soukromých e-mailů, pokud se týkají záležitostí veřejné správy.

### Kritika
- CRU údajně vytrvale odmítala žádosti o poskytnutí dat. Například když klimatolog Warwick Hughes žádal Phila Jonese o jistá data, aby je mohl překontrolovat, Jones mu odepsal: „I když WMO dá souhlas, nic vám nedám. Investovali jsme do toho 25 let života. Proč bych vám měl něco posílat, když vám jde jen o to, jak v tom hledat chyby.“[169]

- V létě 2009 se z žádostí podle FOIA stala přímo lavina, zejména díky kanadskému tzv. „klimaskeptiku“ Stephenu McIntyrovi. CRU dostávala až 50 žádostí během jediného týdne. Jones se bránil, že smlouvy s některými státy neumožňují volně zveřejňovat jejich surová data.[164] Na žádost profesora Rogera Pielka odpověděl Jones, že má pouze upravená data a původní data nebyla archivována.[170]

## Další dávka zcizených e-mailů z roku 2011
22. 11. 2011 bylo na ruském serveru zveřejněno dalších 5 000 e-mailů, které zjevně pocházely ze stejné krádeže dat, jako e-maily zveřejněné v roce 2009. Odkazy na tento web byly rozeslány na několik tzv. „klimaskeptických“ webů. Zpráva, která doprovázela odkaz, odkazovala většinou na stejné záležitosti jako v roce 2009. Redaktoři britského deníku The Guardian konstatovali, že jde zjevně o snahu upoutat pozornost veřejnosti před konferencí OSN o globální změně klimatu v Durbanu o týden později. Časopis Nature popsal tento další únik e-mailů jako „ubohé pokračování“ a konstatoval, že „si lze těžko představit někoho, kromě lidí, kteří bezvýhradně věří v konspirační teorie, koho by obsah e-mailů, i vytržených z kontextu, vůbec zajímal.“